# Ronaldo (película)
Ronaldo es un documental biográfico de 2015 dirigido por Anthony Wonke y producido por Paul Martin. La película sigue la vida del futbolista portugués Cristiano Ronaldo, una de las figuras más reconocidas en la historia del fútbol mundial. A lo largo del metraje, el documental ofrece una mirada íntima y sin precedentes a la vida personal y profesional del jugador, desde sus humildes inicios en Madeira hasta su consolidación como una superestrella global. El filme fue lanzado el 9 de noviembre de 2015 en varios países y está disponible en múltiples plataformas de streaming.

## Sinopsis
El documental ofrece una narrativa en tiempo real que sigue a Cristiano Ronaldo durante 14 meses de su vida. A través de entrevistas con el propio Ronaldo, familiares, amigos y compañeros de equipo, la película busca retratar no solo la carrera futbolística del jugador, sino también su vida personal, incluidas sus relaciones familiares, especialmente con su madre, Dolores Aveiro, y su hijo, Cristiano Ronaldo Jr. Además, el filme explora los desafíos que enfrenta como atleta de élite y las presiones de mantener su estatus de mejor jugador del mundo.
La cinta se centra también en momentos clave de su carrera, como la obtención del Balón de Oro en 2014, su rivalidad con Lionel Messi y su vida en el Real Madrid. El documental equilibra escenas íntimas de su hogar con imágenes de partidos y sesiones de entrenamiento, ofreciendo una perspectiva completa sobre la vida de uno de los futbolistas más influyentes del siglo XXI.

## Producción
La película fue anunciada a principios de 2015 como un proyecto que ofrecería un acceso sin precedentes a la vida de Ronaldo, con el consentimiento y participación directa del propio jugador. Anthony Wonke, conocido por sus documentales galardonados, fue elegido como director por su habilidad para capturar historias humanas complejas. El rodaje se llevó a cabo en varios países, incluyendo España, Portugal, Inglaterra y Estados Unidos.
El productor Paul Martin ya había trabajado previamente en la producción de documentales deportivos de gran impacto, como Senna (2010) y Amy (2015), lo que le otorgó experiencia en la creación de narrativas atractivas centradas en figuras icónicas. La cercanía del equipo de producción con Ronaldo permitió una autenticidad poco común en documentales de este tipo.

### Contenido
Ronaldo documenta la vida de Cristiano Ronaldo (nacido Ronaldo dos Santos Aveiro; 5 de febrero de 1985), de su niñez hasta 2015, a través de una serie de entrevistas con Ronaldo, con amigos y su familia. Partes del documental también siguen el día a día de Ronaldo con su familia y amigos, incluyendo su hijo Cristiano Jr., su madre Maria Dolores dos Santos Aveiro, su hermano Hugo y sus hermanas Elma y Cátia Lilian.

## Recepción
El documental recibió críticas mixtas tras su lanzamiento. Algunos críticos alabaron la cercanía que la película logra con su protagonista y la visión del mundo interior de Ronaldo. Destacaron que la película revela facetas humanas y vulnerables que raramente se ven en su vida pública. Sin embargo, otros señalaron que el documental parece excesivamente controlado, casi como una pieza publicitaria del propio jugador, evitando temas controversiales o más oscuros de su vida personal o carrera.
En términos de taquilla, Ronaldo tuvo un desempeño modesto, dado que no fue diseñado para ser un éxito de masas, sino más bien un producto dirigido a los fanáticos del jugador y del fútbol en general. Su disponibilidad en plataformas de streaming permitió que llegara a un público global más amplio con el tiempo, aumentando su relevancia cultural más allá del estreno inicial.

## Influencia cultural
A pesar de las críticas, Ronaldo ha sido un importante documento visual en la construcción de la imagen pública de Cristiano Ronaldo. La película ayudó a consolidar su marca personal fuera del campo de fútbol, ofreciendo una narrativa que apela tanto a su éxito profesional como a su humanidad. Al igual que otros documentales deportivos de alto perfil, Ronaldo contribuyó a la creciente tendencia de los deportistas de élite de contar sus historias de vida a través de medios audiovisuales controlados.
El documental también ayudó a inspirar a otros futbolistas y atletas a producir sus propios documentales o a participar en proyectos cinematográficos que exploran sus vidas y carreras. En este sentido, Ronaldo es un ejemplo temprano de cómo las figuras deportivas pueden aprovechar su fama y visibilidad para crear contenido mediático que vaya más allá del deporte.